# Структурированный носитель данных
Структурированный (паттернированный) носитель данных (англ. Patterned media) — перспективная технология хранения данных на магнитном носителе (например, на жёстком диске), использующая для записи данных массив одинаковых магнитных ячеек, каждая из которых соответствует одному биту информации, в отличие от современных технологий магнитной записи, в которых бит информации записывается на нескольких магнитных доменах.

## Описание технологии
В современных жёстких дисках один бит информации записывается на несколько десятков или сотен магнитных доменов. Технология структурированного носителя предлагает заменить их одной крупной магнитной ячейкой. Достичь этого возможно с помощью соответствующего литографирования поверхности носителя либо с помощью создания специальной структуры материала.
Преимуществом такого подхода является уменьшение шумовых эффектов при переходе считывающей головки от одного магнитного домена к другому во время чтения данных, а также увеличение плотности записи. По оценке компании Toshiba, развитие технологий производства структурированных носителей позволят уменьшить размер каждой ячейки, хранящей один бит информации, до 10 нм.

## Перспективы
Наряду с технологией термомагнитной записи, структурированные носители данных являются одним из перспективных направлений развития устройств хранения данных, прежде всего, жёстких дисков. По данным Toshiba, технология структурированного носителя позволит повысить плотность записи жёстких дисков до 2,5 терабит на квадратный дюйм, что составит 25 терабайт для 3,5-дюймового жёсткого диска.
В октябре 2011 года группа физиков из Национального университета Сингапура показала возможность создания носителей данных с плотностью записи до 3,3 терабита на квадратный дюйм. В рамках этого исследования с помощью существенно упрощённого техпроцесса был создан прототип носителя.